# Pic à bandeaux
Piculus aurulentus
Espèce
Statut de conservation UICN

 NT  : Quasi menacé
Le Pic à bandeaux (Piculus aurulentus) est une espèce d'oiseaux d'Amérique du Sud appartenant à la famille des Picidae.

## Taxinomie
D'après le Congrès ornithologique international, c'est une espèce monotypique.